# San Marcos Natividad
San Marcos Natividad är en ort i Mexiko.   Den ligger i kommunen San Francisco Tlapancingo och delstaten Oaxaca, i den sydöstra delen av landet, 230 km söder om huvudstaden Mexico City. San Marcos Natividad ligger 1 738 meter över havet och antalet invånare är 491.
Terrängen runt San Marcos Natividad är huvudsakligen kuperad, men österut är den bergig. Runt San Marcos Natividad är det glesbefolkat, med 19 invånare per kvadratkilometer. Närmaste större samhälle är San Vicente Zoyatlán, 18,5 km söder om San Marcos Natividad. I omgivningarna runt San Marcos Natividad växer huvudsakligen savannskog.